# 资源民族主义
资源民族主义（英語：Resource nationalism）是指人们和政府倾向于对位于其领土内的自然资源主张控制权。因此，资源民族主义与跨国公司的利益相冲突。
在价格波动中，石油峰值的到来促使许多政府出于战略和经济原因，采取对化石燃料储量的所有权或控制权。资源民族主义适用于金属等资源，在较不发达国家则涉及采矿投资。
这主要作为一种经济政策被政府以威权主义或民粹主义的方式推行，这些政府依赖国家对其领土内自然资源的所有权或控制，以推动政治、社会或工业目标。这强调了资源首先属于该国人民的观念，对一些资源民族主义者来说，国有化是防止私有化的最佳管理方式。
在1990年代拉丁美洲经济自由化期间，出现了一股新的资源民族主义潮流，民众和政府寻求在出口和资源方面的独立。一个例子是科恰班巴水战争，这是玻利维亚发生的一系列反对水供应私有化的抗议活动。结果，不到6个月后，政府取消了该合同。
采取了资源民族主义元素的政府包括埃沃·莫拉莱斯执政的玻利维亚、克里斯蒂娜·费尔南德斯·德基什内尔执政的阿根廷以及乌戈·查韦斯执政的委内瑞拉。